# Nervio troclear
El nervio troclear (del latín trochlea, polea, también llamado nervio patético o IV par craneal) es un nervio craneal pequeño que tiene una función motora, ya que inerva al músculo oblicuo superior del ojo.

## Localización y trayecto

### Anatomía central
El núcleo del nervio troclear se encuentra en el  mesencéfalo caudal bajo el acueducto cerebral. Está inmediatamente por debajo del núcleo del nervio motor ocular común (III), en el mesencéfalo rostral.[cita requerida]
El núcleo troclear es el único en el que sus axones transcurren dorsalmente y cruzan la línea media antes de emerger del tronco cerebral. Así, una lesión del núcleo troclear afecta el ojo contralateral. Las lesiones de los demás núcleos craneales afectan al lado ipsilateral, exceptuando los nervios ópticos (II), que provienen de la retina y parte de cuyas fibras decusan en el quiasma óptico.[cita requerida]

### Anatomía periférica

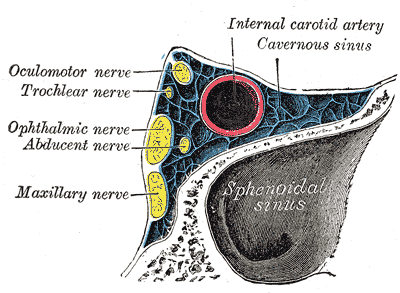
El seno cavernoso

El nervio troclear emerge de la cara dorsal del tronco cerebral a nivel del  mesencéfalo caudal, justo debajo del colículo inferior. Circunscribe alrededor de la parte anterior del tronco cerebral y corre hacia adelante hacia el ojo en el espacio subaracnoideo. Pasa entre la arteria cerebral posterior y la arteria cerebelosa superior, y, a continuación, atraviesa la duramadre cerca del  borde libre de la tienda del cerebelo, cerca del cruce de la  margen adjunta de la tienda del cerebelo y a milímetros de la del proceso clinoides posterior. Entra en el seno cavernoso, donde se une con los otros dos nervios extraoculares (III y VI), la arteria carótida interna, y las porciones del nervio trigémino (V). Por último, entra en la órbita a través de la fisura orbitaria superior e inerva el músculo oblicuo superior. Emerge desde el lado de la fosa interpeduncular.
El músculo oblicuo superior termina en un tendón que pasa a través de un bucle fibroso, la tróclea, que se encuentra delante de la cara medial de la órbita. Tróclea significa "polea" en latín, y el cuarto nervio craneal recibe este nombre, por esta estructura.[cita requerida]

## Acciones del músculo oblicuo superior
Con el fin de entender las acciones del músculo oblicuo superior, es útil imaginar el globo ocular como una esfera que se ve limitada -como la rueda de desplazamiento de un ratón de ordenador- de tal manera que de los movimientos de rotación solo algunos son posibles. Los movimientos permitidos para el oblicuo superior son: (1) la rotación en un plano vertical -mirando hacia abajo y hacia arriba (la depresión y elevación del globo ocular)-; y (2) la rotación en el plano de la cara (intorsión y extorsión del globo ocular).
El cuerpo del músculo oblicuo superior se encuentra detrás del globo ocular, pero el tendón (que es redirigido por la tróclea) se acerca al globo ocular desde el frente. El tendón se adhiere a la parte superior (cara superior) del globo ocular en un ángulo de 51 grados con respecto a la posición primaria de los ojos (mirando recta hacia adelante). La fuerza de tracción del tendón por lo tanto tiene dos componentes: un componente que tiende hacia adelante para tirar del globo ocular hacia abajo (depresión), y un componente interno que tiende a girar el globo ocular hacia fuera (torsión externa).
La fuerza relativa de estas dos fuerzas depende de la forma en que el ojo esté mirando. Cuando el ojo es abducido (mirando hacia afuera), la fuerza de depresión aumenta. Cuando el ojo está aducido (mirando hacia la nariz), la fuerza de intorsión aumenta, mientras que la fuerza de depresión disminuye. Cuando el ojo está en la posición primaria (mirando de frente), la contracción del músculo oblicuo superior produce depresión y torsión externa en cantidades casi iguales.

## Síndromes clínicos
La parálisis del nervio puede manifestarse de diversas formas, y la elevación (hipertropia) del ojo afectado es la más frecuente. Esta elevación suele aumentar en aducción. Menos frecuentemente, se produce una desviación hacia adentro (endotropia) y extorsión del ojo afectado. La diplopía por parálisis de nervio troclear suele ser solo vertical, aunque puede tener componentes horizontales y torsiones variables. Así también, los casos de tortícolis secundarios a esta parálisis tienen de manera constante la inclinación de cabeza hacia el hombro contrario a la lesión, y ocasionalmente presentan giro y elevación/depresión del mentón.[cita requerida]
Si la parálisis se produce en el ojo fijador, se produce una depresión en abducción del ojo no paralítico (producto de la ley de Hering).[cita requerida]